# Кабаново (Костромская область)
Кабаново — село в составе Дмитриевского сельского поселения Галичского района Костромской области России.

## География
Село расположено на берегу рек Ихтема и Пустошь.

## История
На карте 1799 года Генеральный план Костромской Губернии Галичский уезд обозначено "Сел. Кабаново". На Специальной карте Западной части России Шуберта 1826-1840 годов , а так же на карте Костромской Губернии А.А. Ильина 1867 года село называется "Шебаново".  
Согласно Спискам населённых мест Российской империи в 1872 году село относилось к 1 стану Галичского уезда Костромской губернии. В нём числилось 13 дворов, проживало 69 мужчин и 83 женщины. В селе имелись две православных церкви.
Согласно переписи населения 1897 года в селе проживало 144 человека (68 мужчин и 76 женщин).
Согласно Списку населённых мест Костромской губернии в 1907 году село относилось к Яхнобольской волости Галичского уезда Костромской губернии. По сведениям волостного правления за 1907 год в нём числилось 22 крестьянских двора и 130 жителей. В селе проводилась ярмарка. Основными занятиями жителей села были малярный промысел и сельскохозяйственные работы. В том же издании описана усадьба Кабаново с 7 дворами, 19 жителями и школой.
Школа в селе была как начальная, так и второклассная. Так например второклассную школу в Кабаново закончил русский ученый гидролог Дмитрий Илларионович Кочерин. 
До муниципальной реформы 2010 года село являлось административным центром Кабановского сельского поселения.

## Население
| 1877 | 1897 | 1907 | 1981 | 2004 | 2008 | 2010 |
| ---- | ---- | ---- | ---- | ---- | ---- | ---- |
| 152  | ↘144 | ↘130 | ↗170 | ↗194 | ↘167 | ↘98  |
| 2012 | 2014 |      |      |      |      |      |
| ↗164 | ↘151 |      |      |      |      |      |